# Move to Heaven
Move to Heaven (Hangul: 무브 투 헤븐; RR: Mubeu Tu Hebeun), es una serie de televisión surcoreana transmitida el 14 de mayo de 2021 a través de Netflix.
La serie está basada en el ensayo "Things Left Behind" escrita por el ex limpiador de trauma Kim Sae-byul.

## Sinopsis
La serie sigue a Geu-ru, un joven con síndrome de Asperger, y a su tío Cho Sang-gu, quien se vuelve su tutor legal luego de la muerte de su hermano, Jeong-woo. Juntos comienzan a trabajar como limpiadores de traumas en el negocio de su padre "Move To Heaven", donde su trabajo consiste en organizar los artículos dejados por las personas fallecidas. 
En el transcurso, descubren historias no contadas asociadas con los fallecidos y sus familias, las cuales les permiten atravesar una serie de emociones y sentimientos.

## Reparto

### Personajes principales
| Actor                   | Personaje    | N.º de episodios | Notas |
| ----------------------- | ------------ | ---------------- | --- |
| Lee Je-hoon Jin Yu-chan | Cho Sang-gu' | 10 4, 8          | Es un hombre áspero, frío y grosero que dificulta que las personas descubran qué tipo de vida ha vivido. Era un artista marcial que luchaba en combates clandestinos hasta que fue a la cárcel por un suceso durante una pelea. Su vida cambia cuando sale de prisión y al poco tiempo se convierte en el tutor legal de su sobrino Geu-ru, con quien comienza a trabajar en el negocio de su fallecido hermano "Move To Heaven". |
| Tang Joon-sang          | Han Geu-ru   | 10               | Es un joven con síndrome de Asperger que se queda solo después de la muerte de su padre. Sin embargo, después de la llegada de su tío, este se vuelve su tutor y juntos comienzan a trabajar en el negocio de su padre "Move To Heaven". |
| Hong Seung-hee          | Yoon Na-mu   | -                | Es una joven que vive a lado de Geu-ru y lo considera familia. Cuando Jo Sang-goo de repente es nombrado como el tutor de Geu-ru, Na-mu lo vigila tratando de proteger a su amigo. |

### Personajes secundarios
| Actor          | Personaje .    | Episodio(s) donde apareció 1-10 | Notas                                        |
| -------------- | -------------- | ------------------------------- | -------------------------------------------- |
| Jung Suk-yong  | Young-soo      | -                               | Es el padre de Yoon Na-moo.                  |
| Jung Young-joo | Mi-ran         | -                               | Es la madre de Yoon Na-moo.                  |
| Lee Moon-sik   | Park Joo-taek  | -                               |                                              |
| Im Won-hee     | Hyun-chang     | -                               | Es un abogado.                               |
| Jung Ae-youn   | Madam Jung     | -                               |                                              |
| Yang Hong-seok | Park Jun-yeong | -                               | Es un joven oficial de policía de Cheongwon. |

### Otros personajes
| Actor         | Personaje          | Episodio(s) donde apareció | Notas                               |
| ------------- | ------------------ | -------------------------- | ----------------------------------- |
| Park Ji-ye    | -                  | 2, 3                       | Es una empleada del banco.          |
| Yoon Ji-hye   | Joo-young          | 4, 10                      | Es una fiscal.                      |
| Shin Soo-oh   | Kim Yong-woo       | 4                          | Es la pareja de Lee Seon-yeong.     |
| Park Jung-eon | -                  | 4                          | Es una residente.                   |
| Kim Do-yeon   | Lee Eon (Ian Park) | 5                          | Es un violoncelista.                |
| Choi Ji-su    | -                  | 5                          | Es una enfermera.                   |
| Park Jung-won | Kim Su-jin         | 6-7                        | Es la hermana de Kim Soo-chul.      |
| Oh Ji-young   | -                  | 9                          | Es la dueña del Karaoke Bar.        |
| Kwon Dong-won | -                  | -                          | Es un hombre en un coche deportivo. |

### Apariciones especiales
| Actor                  | Personaje         | Episodio(s) donde apareció | Notas |
| ---------------------- | ----------------- | -------------------------- | --- |
| Ji Jin-hee Ahn Ji-ho   | Han Jung-woo      | 1, 2, 8, 10 4, 8           | Es un hombre de buen corazón y el amoroso padre de Geu-roo. Dirigie una empresa de limpieza de traumas con su hijo, quien tiene síndrome de Asperger. Antes de morir de un ataque al corazón Jung-woo designa a su hermano menor, Jo Sang-goo quien acaba de ser liberado de prisión, como el tutor de Geu-roo. |
| Lee Jae-wook           | Kim Soo-chul      | 3, 5-7                     | Es un antiguo amigo de Jo Sang-goo, quien en el pasado le enseñó a pelear. También es la razón por la cual Sang-goo fue a prisión. |
| Gu Ja-geon             | -                 | 3                          | Es un joven guardia de seguridad del banco. |
| Kwon Soo-hyun          | Dr. Jung Soo-hyun | 5                          | Es un médico e la sala de emergencias. |
| Yoo Sun Kang Eun-jeong | Kang Eun-jeong    | 9                          | Es una presentadora de noticias. |
| Choi Soo-young         | Son Yoo-rim       | 6, 9                       | Es una trabajadora social. |
| Lee Re                 | Cha Eun-byeol     | 10                         | Es una estudiante con un comportamiento aparentemente brillante pero con tristeza en su corazón. |

## Episodios
La serie está conformada por diez episodios, los cuales fueron emitidos el viernes 14 de mayo a las 4:00pm, a través de Netflix. 
Los 10 episodios tuvieron un tiempo de duración de alrededor de 45 a 60 minutos.

### Ratings
Los números en color rojo indican las calificaciones más bajas, mientras que los números en azul indican las calificaciones más altas.

## Premios y nominaciones
| Año  | Categoría         | Premios                  | Nominado       | Resultado |
| ---- | ----------------- | ------------------------ | -------------- | --------- |
| 2021 | Actor of the Year | 2021 Asia Contents Award | Lee Je-hoon    | Ganó      |
| 2021 | Newcomer Actor    | 2021 Asia Contents Award | Tang Joon-sang | Nominado  |
| 2021 | Best Writer       | 2021 Asia Contents Award | Yoon Ji-ryun   | Ganó      |
| 2021 | Best Creative     | 2021 Asia Contents Award | Move to Heaven | Ganó      |

## Producción
La serie se convirtió en la undécima serie original de Netflix de Corea del Sur lanzada en Netflix.
Está adaptada de Things Left Behind escrita por un ex limpiador de traumas profesional Kim Sae-byul. Y también es conocida como "Move To Heaven: I Am a Person Who Arranges Articles Left by Deceased" y/o "Move to Heaven: I Clean Dead People's Possessions" (무브 투 헤븐: 나는 유품정리사입니다).
En septiembre de 2019 se reportó que Kim Sung-ho (김성호) sería el encargado de dirigir la nueva serie de Netflix. También contó con el apoyo del guionista Yoon Ji-ryun (윤지련), mientras que la producción estuvo en manos de Kim Mi-na y Jeong Jae-yeon.
La serie también fue producida por las empresas Number Three Pictures y Page One Film.
Las filmaciones se detuvieron temporalmente en agosto de 2020 como medida de prevención, ante la peligrosa pandemia de COVID-19.